# Luc Tardif Sr.
Luc Tardif Sr. (ur. 29 marca 1953 w Trois-Rivières) – francuski hokeista kanadyjskiego pochodzenia grający na pozycji napastnika (centra), trener, działacz hokejowy, prezydent IIHF, z wykształcenia inżynier sprzedaży w branży budowlanej.

## Kariera

### Wczesna kariera
Urodzony w prowincji Quebec Luc Tardif, rozpoczął grę w hokeja na lodzie w 1956 roku w wieku 3 lat. Karierę sportową rozpoczął w występującym w lidze QJAHL Cap-de-la-Madeleine Barons, a w latach 1971–1973 reprezentował barwy występującego w tej samej lidze Trois-Rivières Ducs. Gazeta Le Nouvelliste opisała go jako jednego z najbardziej utalentowanych zawodników od czasów René Roberta, jednak nie pozostał w klubie z powodu planów akademickich i braku fizycznej formy. W sezonie 1972/1973 z 5 punktami (5 asyst) został najlepszym punktującym oraz najlepszym zawodnikiem Wschodniej Dywizji ligi QJAHL.
Odrzucił ofertę gry w rozgrywkach NCAA Division I, zamiast tego uczęszczał do Université du Québec à Trois-Rivières, na którym studiował oraz w latach 1973–1975 grał w występującej w rozgrywkach CIAU uniwersyteckiej drużynie, UQTR Patriotes. Był dwukrotnie uznawany przez Quebec Universities Athletic Association najlepszym zawodnikiem konferencji. W 1974 roku dostał zaproszenie na obóz szkoleniowy dla występującego w lidze NHL Toronto Maple Leafs. Podczas gry w klubie został zauważony przez europejskiego skauta podczas meczu z reprezentacją Czechosłowacji, dzięki czemu dostał propozycję profesjonalnej kariery.

### Wyjazd do Europy
Następnie w 1975 roku Tardif wyjechał do Belgii grać w występującej w rozgrywkach ekstraklasy belgijskiej IHSC Brussels Royal, z którym dwukrotnie zdobył mistrzostwo Belgii (1976, 1977), a w Pucharze Holandii 1975/1976, w którym jego klub zakończył rozgrywki na 7. miejscu, Tardif zdobył najwięcej goli (43 gole), a także zajął 2. miejsce w klasyfikacji najlepszych punktujących (65 punktów – 43 gole, 22 asysty). W Pucharze Holandii 1976/1977 klub zakończył rozgrywki na ostatnim, 8. miejscu i z powodu zbyt wysokiego dla niego poziomu rozgrywek wycofała się z nich, a Tardif odszedł z klubu.
Planował powrót do Trois-Rivières, jednak były kolega z UQTR Patriotes polecił go występującemu w rozgrywkach francuskiej Nationale A HC Chamonix, który chciał wypełnić wakujące miejsce dla zagranicznego zawodnika. Grał w klubie w latach 1977–1984, w którym przeżył najlepszy okres w swojej profesjonalnej karierze, która potem była spowalniana z powodu licznych kontuzji.
Zdobył z klubem mistrzostwo Francji w sezonie 1978/1979, trzykrotnie wicemistrzostwo Francji (1980, 1981, 1983), a także czterokrotnie zdobył Trofeum Charlesa Ramseya – dla najlepszego punktującego w Nationale A (1979 – 66 punktów (41 goli, 25 asyst), 1980 – 66 punktów (44 gole, 22 asysty), 1981 – 70 punktów (41 goli, 29 asyst), 1983 – 99 punktów (57 goli, 42 asysty)). Nie grał w sezonie 1981/1982 z powodu kontuzji (zastąpiony przez Ricka Bourbonnaisa). Na początku lat 80. otrzymał obywatelstwo francuskie w celu obejścia rygorystycznej zasady dotyczącej zatrudniania zawodników zagranicznych w Nationale A oraz poprawy perspektywy swojej kariery.
Następnie dwukrotnie w latach 1984–1988 oraz w sezonie 1989/1990 reprezentował barwy Dragons de Rouen (w sezonie 1988/1989 reprezentował barwy występującego w rozgrywkach Nationale 1B Drakkars de Caen – 13 meczów, 50 punktów (32 gole, 18 asyst), 20 minut na ławce kar). W sezonie 1984/1985 awansował z klubem do Nationale 1. W sezonie 1989/1990, w którym rozegrał 32 mecze ligowe, w których zdobył 37 punktów (21 goli, 16 asyst) oraz spędził 16 minut na ławce kar, a także pełnił funkcję grającego trenera i wiceprezesa klubu (w wolnym czasie nadzorował program młodzieżowego hokeja na lodzie w Rouen), zdobył z klubem mistrzostwo Francji, po czym zakończył karierę sportową.

## Sukcesy

### Zawodnicze
IHSC Brussels Royal
- mistrzostwo Belgii: 1976, 1977

HC Chamonix
- Mistrzostwo Francji: 1979
- Wicemistrzostwo Francji: 1980, 1981, 1983

Dragons de Rouen
- Mistrzostwo Francji: 1990
- Awans do Nationale 1: 1985

### Trenerskie
Dragons de Rouen
- Mistrzostwo Francji: 1990

### Indywidualne
- Najlepszy punktujący Wschodniej Dywizji ligi QJAHL: 1973
- Najlepszy zawodnik Wschodniej Dywizji ligi QJAHL: 1973
- Najlepszy zawodnik konferencji w CIAU: 1974, 1975
- Trofeum Charlesa Ramseya: 1979 (66 punktów), 1980 (66 punktów), 1981 (70 punktów), 1983 (99 punktów)

## Kariera działacza

### FFHG

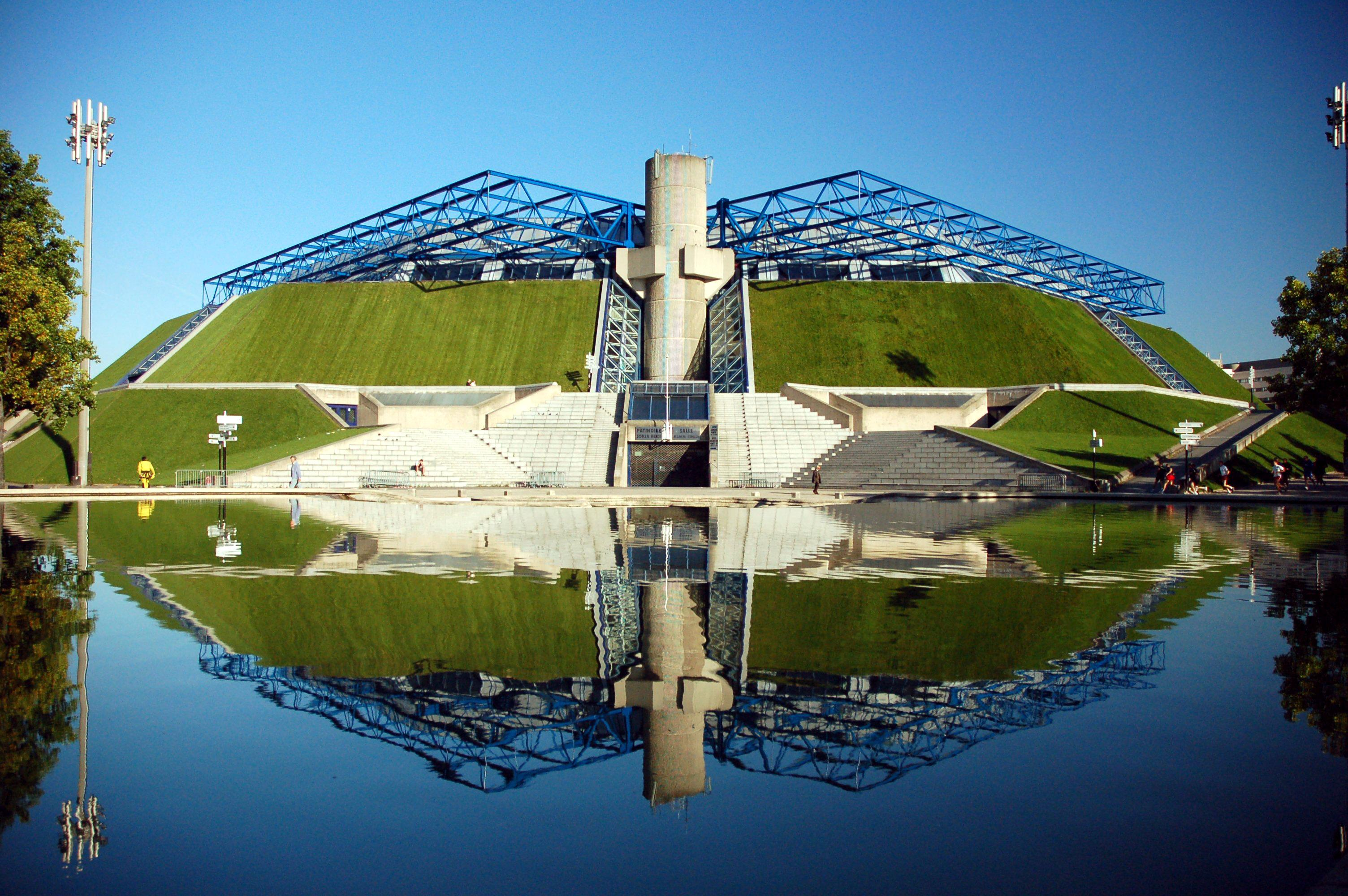
Palais Omnisports de Paris-Bercy

Luc Tardif Sr. po zakończeniu kariery sportowej rozpoczął karierę działacza. W 2000 roku prezydent Francuskiej Federacji Sportów Lodowych (FFSG), Didier Gailhaguet mianował Tardifa na szefa departamentu hokeja na lodzie w tym związku, jednak z powodu dużej popularności hokeja na lodzie we Francji, ta dyscyplina sportu była coraz bliżej oddzielenia od organizacji. Tardif sprawował tę funkcję aż do jej rozwiązania w 2006 roku, aż do utworzenia 29 kwietnia 2006 roku przy wsparciu prezydenta IIHF René Fasela Francuskiego Związku Hokeja na Lodzie (FFHG), której Tardif został pierwszym prezydentem, którym był do 2021 roku.
W trakcie swojej kadencji nałożył limit wynagrodzeń, w celu zapobiegania upadłości zespołów oraz nadzorował inwestycje w rozbudowę i modernizację obiektów w Ligue Magnus, a także wprowadził Komisję Kontrolną ds. Przejrzystości Finansowej, gdyż wiele klubów złożyło wniosek o upadłość w latach 90.
W 2007 roku finał Pucharu Francji został przeniesiony do Palais Omnisports de Paris-Bercy w Paryżu, na którym impreza odnotowała wzrost frekwencji w największym krytym obiekcie w Paryżu. Później prowadził kampanię mającą na celu zebranie funduszy na krajowy ośrodek szkoleniowy Aren'Ice w Cergy, który został otwarty w 2016 roku i służył jako domowy obiekt dla klubu Ligue Magnus, Jokers de Cergy-Pontoise. 3 stycznia 2016 roku podczas finału Pucharu Francji rozegranym na AccorHotels Arena w Paryżu, w którym grały Dragons de Rouen i Brûleurs de Loups de Grenoble (4:2) spotkał się z kadrą kierowniczą Ligue Magnus w celu zmniejszenia liczby drużyn w lidze oraz zreorganizacji i przeniesienia drużyn z federacji sportowych do profesjonalnej struktury drużyny hokejowej oraz negocjował także kontrakt telewizyjny dla ligi ze stacją L'Équipe 21.
Tardif odszedł z funkcji po wyborze na prezydenta IIHF, a jego następcą w Francuskiego Związku Hokeja na Lodzie (FFHG) został dotychczasowy wiceprzewodniczący, Pierre-Yves Gerbeau.

### Działalność na arenie międzynarodowej
Tardif podczas zimowych igrzysk olimpijskich 2010 w Vancouver był kierownikiem zawodów w Club France, francuskiej wiosce olimpijskiej. Następnie był wybierany przez Francuski Narodowy Komitet Olimpijski i Sportowy (CNOSF) szefem francuskiej misji olimpijskiej podczas zimowych igrzysk olimpijskich w Soczi 2014 i w Pjongczang 2018. W 2021 roku został wybrany do rady administracyjnej CNOSF.
Wraz ze swoją przewodniczącą związku, Brigitte Henriques, został współprzewodniczącym Komisji Olimpijskiej CNOSF, odpowiedzialnej za nadzór spraw związanych bezpośrednio z letnich igrzysk olimpijskich 2024 w Paryżu. Był także członkiem Francuskiego Międzynarodowego Komitetu Sportu (Comité Français du Sport International) oraz odpowiedzialnym za promowanie kandydatury Paryża do organizacji letnich igrzysk olimpijskich 2024.

### IIHF
Tardif w IIHF (Międzynarodowa Federacja Hokeja na Lodzie) działał od 2008 roku, kiedy został członkiem komisji konkursowej. W 2010 roku został wybrany do Rady IIHF w 2010 roku, w 2012 roku został wybrany na skarbnika IIHF, a w 2016 roku został przewodniczącym Komisji Finansów w związku. W imieniu związku nadzorował mistrzostwa świata juniorów 2021 w Edmonton.
Następnie był jednym z kandydatów na następcę René Fasela w funkcji prezydenta IIHF. Po czterech rundach głosowania Tardif otrzymał poparcie delegatów z Ameryki Północnej i pokonał faworyta wyborów, prezesa DEB (Niemiecki Związek Hokeja na Lodzie), Franza Reindla, który był wspierany przez FHR (Federacja Hokeja Rosji), zostając tym samym 14. prezydentem w historii IIHF, na 5-letnią kadencję, a także pierwszym Francuzem pełniącym tę funkcję od czasów 1. prezydenta IIHF, Louisa Magnusa.
Tardif wyraził pragnienie, aby IIHF wznowiła działalność wstrzymaną z powodu pandemii COVID-19, aby połączyć Dywizję 1A i Dywizję 1B na mistrzostwach świata w celu organizacji większego wydarzenia i zachęnia najlepszych trenerów do nauczania w rozwijających się krajach. Podczas swojej kampanii wyborczej, za swój cel postawił walkę z dopingiem w sporcie oraz z rasizmem, a także uczynienie z IIHF związku apolitycznego. Stwierdził również, że pragnie uczynić hokej na lodzie uniwersalną dyscyplinę sportową podobną do piłki nożnej czy koszykówki, a badania i rozwój będą kluczowymi elementami wzrostu popularności hokeja na lodzie. Stwierdził także, że priorytetem było rozszerzenie programu hokejowego IIHF „trzy na trzech” oraz rozwój młodzieży. Uważał, że koordynacja harmonogramów rosyjskiej ligi KHL i innych lig europejskich przyniesie korzyści graczom w latach olimpijskich. Starał się również o to, aby władze ligi NHL pozwoliły swoim zawodnikom uczestniczyć w turnieju olimpijskim 2022 w Pekinie w celu zachęcenia do udziału w nim większej ilości zawodników.

## Życie prywatne
Luc Tardif Sr. pod koniec lat 80. rozpoczął studia, by zostać inżynierem sprzedaży w branży budowlanej, a wcześniej pracował jako agent nieruchomości. Został zatrudniony przez Quille, filię Grand-Ouest firmy budowlanej Bouygues, potem został dyrektorem sprzedaży firmy, w której nadzorował i opracowywał przetargi na publiczne i prywatne prace budowlane, w tym na nowe lodowisko swojego byłego klubu, Dragons de Rouen.
Posiada obywatelstwo francuskie i kanadyjskie. Podczas gry w IHSC Brussels Royal poznał swoją przyszłą żonę Dalilę, która jest Belgijką. Mają dwójkę dzieci: córkę (żonę hokeisty Jonathana Zwikla) oraz syna Luca jr. (ur. 1984), który również jest hokeistą.